# اللغات الإنجليزية العالمية

الرابطة الدولية للغات الإنجليزية العالمية

اللغات الإنجليزية العالمية (بالإنجليزية:World Englishes) يشير إلى الأشكال والتنوعات المختلفة للغة الإنجليزية، (مثل "اللغة الإنجليزية الأمريكية" ، و"اللغة الإنجليزية البريطانية" ، و"اللغة الإنجليزية الهندية، واللغة الإنجليزية الغربي أفريقية، واللغة الإنجليزية السنغافورية، واللغة الإنجليزية الأسترالية...) وخاصة تلك الأشكال التي وضعت في الدول التي إستعمرتها بريطانيا العظمى أو تلك التي تأثرت بالولايات المتحدة. اللغات الإنجليزية العالمية تتكون من أنواع مختلفة من اللغة الإنجليزية المستخدمة في سياقات اجتماعية لغوية متنوعة على الصعيد العالمي، والخلفيات الثقافية المتعددة التي صاحبت استخدام اللغة الإنجليزية الإستعمارية في مناطق مختلفة من العالم، وأدى لظهور شكلا محليا من اللغة الإنجليزية في ذلك المجتمع ويُستخدم فيه. بالإضافة (World Englishes) هو عنوان المجلة العلمية الجديدة اللغات الإنجليزية العالمية، التي تأسست لتوثيق هذه الظواهر وبحثها، والتي يشارك في تحريرها لدار نشر برجامون Pergamon اثنان من أساتذة الجامعة في هذا الميدان، وهما براج ب. كاتشرو من جامعة إلينوي في إربانا-تشامبين ولاري أ. سميث، من المركز الشرقي الغربي في هاواي.